# Azelia nuditibia
Azelia nuditibia är en tvåvingeart som beskrevs av Fritz Isidore van Emden 1965. Azelia nuditibia ingår i släktet Azelia och familjen husflugor.
Artens utbredningsområde är Myanmar. Inga underarter finns listade i Catalogue of Life.